# Seznam dědiců monackého trůnu
Toto jsou jednotlivci, kteří byli v jakémkoliv okamžiku považováni za ty, kteří zdědí monacký trůn, pokud by úřadující panovník zemřel. Ti, kteří skutečně na trůn nastoupili, jsou zvýrazněni tučně. Mrtvě narozené děti a kojenci, kteří žili méně než měsíc se neberou v potaz. 15. v pořadí je princ Glen Forde Knockateeský, který je bratrancem kněžny Grace z pátého kolene.
Tento seznam začíná vládou Catalana, pána z Monaka, jehož otec Jan (nebo Giovanni) I. v roce 1454 ve své závěti stanovil dědické právo. Do roku 1427 bylo Monako fakticky kondominium až se třemi panovníky současně. I když žena mohla zdědit trůn pokud v její nejbližší rodině nebyli mužští dědici, musela se provdat za bratrance z rodu Grimaldiů, aby dědictví zůstalo v rodině. První paní z Monaka, Claudine Grimaldiová, abdikovala ve prospěch svého bratrance a později se za něj provdala.

## Páni z Monaka (1454–1612)
| Dědic                      | Vztah k panovníkovi            | Stal se dědicem   | Důvod                             | Přestal být dědicem | Důvod                     | Další v následnictví                                                 | Panovník  |
| -------------------------- | ------------------------------ | ----------------- | --------------------------------- | ------------------- | ------------------------- | -------------------------------------------------------------------- | --------- |
| Lambert Grimaldi           | bratranec                      | červenec 1457     | sestřenice se stala paní          | 1458                | stal se pánem             | Gaspare Grimaldi d'Antibes bratr                                     | Claudine  |
| Gaspare Grimaldi d'Antibes | bratr                          | 1458              | bratr se stal pánem               | 1468                | pánovi se narodil syn     | Nicola Grimaldi d'Antibes bratr                                      | Lambert   |
| Jan Grimaldi               | nejstarší syn                  | 1468              | narozen                           | březen 1494         | stal se pánem             | Gaspard Grimaldi d'Antibes 1468–⁠1482, strýc                          | Lambert   |
| Jan Grimaldi               | nejstarší syn                  | 1468              | narozen                           | březen 1494         | stal se pánem             | Augustin Grimaldi 1482–1494, bratr                                   | Lambert   |
| Augustin Grimaldi          | bratr                          | 1494              | bratr se stal pánem               | před rokem 1505     | stal se opatem a biskupem | Lucien Grimaldi bratr                                                | Jan II.   |
| Lucien Grimaldi            | bratr                          | před rokem 1505   | bratr se vzdal nástupnických práv | 1505                | stal se pánem             | Mikuláš II., pán d'Antibes bratranec                                 | Jan II.   |
| Mikuláš II., pán d'Antibes | bratranec                      | 1505              | bratranec se stal pánem           | 1519                | zemřel                    | Gaspard Grimaldi d'Antibes syn                                       | Lucien    |
| Gaspard II., pán d'Antibes | syn bratrance                  | 1519              | otec zemřel                       | 16. prosince 1522   | pánovi se narodil syn     | Renato Grimaldi d'Antibes syn                                        | Lucien    |
| Honoré Grimaldi            | nejstarší syn                  | 16. prosince 1522 | narozen                           | 22. srpna 1523      | stal se pánem             | Gaspard II., pán d'Antibes bratranec z druhého kolene                | Lucien    |
| Gaspard II., pán d'Antibes | bratranec z druhého kolene     | 22. srpna 1523    | bratranec se stal pánem           | 1555                | pánovi se narodil syn     | Renato Grimaldi d'Antibes                                            | Honoré I. |
| Karel Grimaldi             | nejstarší syn                  | 1555              | narozen                           | 7. října 1581       | stal se pánem             | Gaspard II., pán d'Antibes 1555–1557, syn bratrance z druhého kolene | Honoré I. |
| Karel Grimaldi             | nejstarší syn                  | 1555              | narozen                           | 7. října 1581       | stal se pánem             | François Grimaldi 1557–1581, bratr                                   | Honoré I. |
| François Grimaldi          | bratr                          | 7. října 1581     | bratr se stal pánem               | 1586                | zemřel                    | Hercule Grimaldi bratr                                               | Karel II. |
| Herkules Grimaldi          | bratr                          | 1586              | bratr zemřel                      | 17. května 1589     | stal se pánem             | Renato, pán d'Antibes bratranec z třetího kolene                     | Karel II. |
| Renato, pán d'Antibes      | bratranec z třetího kolene     | 17. května 1589   | bratranec se stal pánem           | 1594                | zemřel                    | Honoré Grimaldi d'Antibes syn                                        | Herkules  |
| Honoré I., pán d'Antibes   | syn bratrance z třetího kolene | 1594              | otec zemřel                       | 24. prosince 1597   | pánovi se narodil syn     | Alexandre Grimaldi d'Antibes bratr                                   | Herkules  |
| Honoré Grimaldi            | nejstarší syn                  | 24. prosince 1597 | narozen                           | 29. listopadu 1604  | stal se pánem             | Giovanna Grimaldi                                                    | Herkules  |

## Knížata z Monaka (1612–současnost)
| Dědic                                        | Vztah k panovníkovi | Stal/a se dědicem/dědičkou | Důvod                      | Přestal/a být dědicem/dědičkou | Důvod                                        | Další v následnictví                                                  | Panovník        |
| -------------------------------------------- | ------------------- | -------------------------- | -------------------------- | ------------------------------ | -------------------------------------------- | --------------------------------------------------------------------- | --------------- |
| Princezna Giovanna Grimaldi                  | sestra              | 29. listopadu 1604         | bratr se stal pánem        | 26. prosince 1623              | knížeti se narodil syn                       | Honoré I, Lord d'Antibes 1604–⁠1618, bratranec ze čtvrtého kolene      | Honoré II.      |
| Princezna Giovanna Grimaldi                  | sestra              | 29. listopadu 1604         | bratr se stal pánem        | 26. prosince 1623              | knížeti se narodil syn                       | Jean-Henri, pán d'Antibes 1618–⁠1623, syn bratrance ze čtvrtého kolene | Honoré II.      |
| Princ Herkules, markýz z Baux                | syn                 | 26. prosince 1623          | narozen                    | 2. srpna 1651                  | zemřel                                       | Giovanna Grimaldi 1623–1642, teta                                     | Honoré II.      |
| Princ Herkules, markýz z Baux                | syn                 | 26. prosince 1623          | narozen                    | 2. srpna 1651                  | zemřel                                       | Princ Louis Grimaldi 1642–1651, syn                                   | Honoré II.      |
| Princ Ludvík, markýz z Baux                  | vnuk                | 2. srpna 1651              | otec zemřel                | 10. ledna 1662                 | stal se knížetem                             | Princezna Marie Ippolita Grimaldiová 1651–1661, sestra                | Honoré II.      |
| Princ Ludvík, markýz z Baux                  | vnuk                | 2. srpna 1651              | otec zemřel                | 10. ledna 1662                 | stal se knížetem                             | Prince Antoine Grimaldi 1661–1662, syn                                | Honoré II.      |
| Princ Antonín, markýz z Baux                 | syn                 | 10. ledna 1662             | otec se stal knížetem      | 3. ledna 1701                  | stal se knížetem                             | Princezna Marie Tereza Grimaldiová 1662–1669, sestra                  | Ludvík I.       |
| Princ Antonín, markýz z Baux                 | syn                 | 10. ledna 1662             | otec se stal knížetem      | 3. ledna 1701                  | stal se knížetem                             | Princ François Grimaldi 1669–1691, bratr                              | Ludvík I.       |
| Princ Antonín, markýz z Baux                 | syn                 | 10. ledna 1662             | otec se stal knížetem      | 3. ledna 1701                  | stal se knížetem                             | Princezna Kateřina Šarlota Grimaldiová 1691–1696, dcera               | Ludvík I.       |
| Princ Antonín, markýz z Baux                 | syn                 | 10. ledna 1662             | otec se stal knížetem      | 3. ledna 1701                  | stal se knížetem                             | Princ François Grimaldi 1696–1697, bratr                              | Ludvík I.       |
| Princ Antonín, markýz z Baux                 | syn                 | 10. ledna 1662             | otec se stal knížetem      | 3. ledna 1701                  | stal se knížetem                             | Princezna Luisa Hippolyta Grimaldiová 1697–1701, dcera                | Ludvík I.       |
| Princezna Luisa Hippolyta Grimaldiová        | dcera               | 3. ledna 1701              | otec se stal knížetem      | 20. února 1731                 | stala se kněžnou                             | Princezna Elisabeth Grimaldiová 1701–1702, sestra                     | Antonín I.      |
| Princezna Luisa Hippolyta Grimaldiová        | dcera               | 3. ledna 1701              | otec se stal knížetem      | 20. února 1731                 | stala se kněžnou                             | Princezna Margherita Grimaldiová 1702–1717, sestra                    | Antonín I.      |
| Princezna Luisa Hippolyta Grimaldiová        | dcera               | 3. ledna 1701              | otec se stal knížetem      | 20. února 1731                 | stala se kněžnou                             | Princ Antoine, markýz z Baux 1717–1718, syn                           | Antonín I.      |
| Princezna Luisa Hippolyta Grimaldiová        | dcera               | 3. ledna 1701              | otec se stal knížetem      | 20. února 1731                 | stala se kněžnou                             | Princezna Margherita Grimaldiová 1718–1719, sestra                    | Antonín I.      |
| Princezna Luisa Hippolyta Grimaldiová        | dcera               | 3. ledna 1701              | otec se stal knížetem      | 20. února 1731                 | stala se kněžnou                             | Princezna Charlotte Grimaldiová 1719–1720, dcera                      | Antonín I.      |
| Princezna Luisa Hippolyta Grimaldiová        | dcera               | 3. ledna 1701              | otec se stal knížetem      | 20. února 1731                 | stala se kněžnou                             | Princ Honoré Grimaldi 1720–1731, syn                                  | Antonín I.      |
| Princ Honoré, markýz z Baux                  | syn                 | 20. února 1731             | matka se stala kněžnou     | 7. listopadu 1733              | stal se knížetem                             | Princ Charles, hrabě z Carladès bratr                                 | Luisa Hippolyta |
| Princ Honoré, markýz z Baux                  | syn                 | 20. února 1731             | matka se stala kněžnou     | 7. listopadu 1733              | stal se knížetem                             | Princ Charles, hrabě z Carladès bratr                                 | Jakub I.        |
| Princ Charles, hrabě z Carladès              | bratr               | 7. listopadu 1733          | bratr se stal knížetem     | 24. srpna 1749                 | zemřel                                       | Princ Charles-Maurice, hrabě z Valentinois bratr                      | Honoré III.     |
| Princ Charles-Maurice, hrabě z Valentinois   | bratr               | 24. srpna 1749             | bratr zemřel               | 17. května 1758                | knížeti se narodil syn                       | žádní další způsobilí dědicové rodu Grimaldiů                         | Honoré III.     |
| Princ Honoré, markýz z Baux                  | syn                 | 17. května 1758            | narozen                    | 21. března 1795                | stal se knížetem                             | Princ Charles-Maurice, hrabě z Valentinois 1758–1763, strýc           | Honoré III.     |
| Princ Honoré, markýz z Baux                  | syn                 | 17. května 1758            | narozen                    | 21. března 1795                | stal se knížetem                             | Princ Joseph Grimaldi 1763–1778, bratr                                | Honoré III.     |
| Princ Honoré, markýz z Baux                  | syn                 | 17. května 1758            | narozen                    | 21. března 1795                | stal se knížetem                             | Princ Honoré Grimaldi 1778–1795, syn                                  | Honoré III.     |
| Princ Honoré, markýz z Baux                  | syn                 | 21. března 1795            | otec se stal knížetem      | 16. února 1819                 | stal se knížetem                             | Princ Florestan Grimaldi bratr                                        | Honoré IV.      |
| Princ Florestan Grimaldi                     | bratr               | 16. února 1819             | bratr se stal knížetem     | 2. října 1841                  | stal se knížetem                             | Princ Charles Grimaldi syn                                            | Honoré V.       |
| Princ Charles, markýz z Baux                 | syn                 | 2. října 1841              | otec se stal knížetem      | 20. června 1856                | stal se knížetem                             | Princezna Florestine Grimaldiová 1841–1848, sestra                    | Florestan I.    |
| Princ Charles, markýz z Baux                 | syn                 | 2. října 1841              | otec se stal knížetem      | 20. června 1856                | stal se knížetem                             | Princ Albert Grimaldi 1848–1856, syn                                  | Florestan I.    |
| Dědičný kníže Albert                         | syn                 | 20. června 1856            | otec se stal knížetem      | 10. září 1889                  | stal se knížetem                             | Princezna Florestine, vévodkyně z Urachu 1856–1870, teta              | Karel III.      |
| Dědičný kníže Albert                         | syn                 | 20. června 1856            | otec se stal knížetem      | 10. září 1889                  | stal se knížetem                             | Princ Louis Grimaldi 1870–1889, syn                                   | Karel III.      |
| Dědičný kníže Louis                          | syn                 | 10. září 1889              | otec se stal knížetem      | 26. června 1922                | stal se knížetem                             | Princezna Florestine, vévodkyně z Urachu 1889–1897, prateta           | Albert I.       |
| Dědičný kníže Louis                          | syn                 | 10. září 1889              | otec se stal knížetem      | 26. června 1922                | stal se knížetem                             | Princ Wilhelm, vévoda z Urachu 1897–1918, syn pratety                 | Albert I.       |
| Dědičný kníže Louis                          | syn                 | 10. září 1889              | otec se stal knížetem      | 26. června 1922                | stal se knížetem                             | žádní další způsobilí dědicové rodu Grimaldiů                         | Albert I.       |
| Dědičný kníže Louis                          | syn                 | 10. září 1889              | otec se stal knížetem      | 26. června 1922                | stal se knížetem                             | Charlotte, vévodkyně z Valentinois 1919–1922, (legitimní) dcera       | Albert I.       |
| Dědičná kněžna Charlotte                     | dcera               | 26. června 1922            | otec se stal knížetem      | 30. května 1944                | vzdala se svých práv                         | Princezna Antoinette Grimaldiová 1922–1923, dcera                     | Ludvík II.      |
| Dědičná kněžna Charlotte                     | dcera               | 26. června 1922            | otec se stal knížetem      | 30. května 1944                | vzdala se svých práv                         | Princ Rainier Grimaldi 1923–1944, syn                                 | Ludvík II.      |
| Dědičný kníže Rainier                        | vnuk                | 30. května 1944            | matka se vzdala svých práv | 9. května 1949                 | stal se knížetem                             | Princezna Antoinette Grimaldiová sestra                               | Ludvík II.      |
| Princezna Charlotte, vévodkyně z Valentinois | matka               | 9. května 1949             | syn se stal knížetem       | 23. ledna 1957                 | knížeti se narodila dcera                    | Princezna Antoinette Grimaldiová dcera                                | Rainier III.    |
| Dědičná kněžna Caroline                      | dcera               | 23. ledna 1957             | narozena                   | 14. března 1958                | knížeti se narodil syn                       | Princezna Charlotte, vévodkyně z Valentinois babička                  | Rainier III.    |
| Dědičný kníže Albert                         | syn                 | 14. března 1958            | narozen                    | 6. dubna 2005                  | stal se knížetem                             | Princezna Caroline, kněžna hannoverská sestra                         | Rainier III.    |
| Dědičná kněžna Caroline, kněžna hannoverská  | sestra              | 6. dubna 2005              | bratr se stal knížetem     | 10. prosince 2014              | knížeti se narodila dvojčata (dcera a syn)   | Andrea Casiraghi syn                                                  | Albert II.      |
| Princezna Gabriella, hraběnka z Carladès     | dcera               | 10. prosince 2014          | narozena                   | 10. prosince 2014              | ve stejný den se narodil její bratr (dvojče) | Dědičná kněžna Caroline, kněžna hannoverská teta                      | Albert II.      |
| Dědičný kníže Jacques                        | syn                 | 10. prosince 2014          | narozen                    | současný                       | současný                                     | Princezna Gabriella, hraběnka z Carladès sestra                       | Albert II.      |